# Take Me Home (альбом Шер)
Take Me Home — пятнадцатый студийный альбом американской певицы и актрисы Шер, выпущенный в 25 января 1979 на лейбле Casablanca Records. 17 мая того же года альбом был сертифицирован RIAA как золотой.

## Об альбоме
После четырёх провальных релизов на Warner Bros. Records контракт Шер с этим лейблом был закончен в 1978 году. Вскоре после этого она заключает новый контракт с лейблом Casablanca Records, на котором записывалась королева диско Донна Саммер.
Take Me Home стал первым её альбомом на новом лейбле. Продюсерами альбома выступили Боб Эсти и Рон Данте, а большинство песен были написаны Мишелью Аллер и Бобом Эсти. Альбом отметил короткое появление Шер в диско-музыке. Позже Шер отмечала, что на неё оказывалось сильное давление при записи диска в таком жанре. Шер включила в альбом написанную ей самой балладу «My Song (Too Far Gone)» о неудачном браке с Греггом Оллманом. Альбом посвящён «Butterfly».
Хорошим продажам альбома, вероятно, способствовала его скандальная обложка, на которой почти обнаженная Шер позирует в костюме викинга. Take Me Home также стал её первым диском, для которого были записаны три ремикса: Take Me Home" (12" Mix), «Wasn’t it Good» (12" Mix) и «Git Down (Guitar Grupie)» (12" Mix), позже представленные на сингле «Hell on Wheels». Джин Симонс, её парень в то время, участвовал в записи песни «Git Down (Guitar Grupie)».
Take Me Home был издан на компакт-диске вместе с её вторым альбомом на Casablanca Records под названием The Casablanca Years в 1993-м и в переиздан в 1996-м с другой обложкой.

## Синглы
Первым синглом с альбома Take Me Home была выпущена одноимённая песня. Сингл стал её первым топ-10 синглом за последние 5 лет, после «Dark Lady», и последним в топ-10 до 1987 года. Песня заняла 8-е место в Billboard Hot 100, 21-е в чарте Hot Soul Singles и 2-е в Hot Dance Club Play. Песня также достигла топ-10 в чартах Канады и Норвегии. В 1979 году Шер получила золотую сертификацию для альбома с продажами более 500 тыс. копий и сертификацию для сингла с продажами более 1 млн копий. Для песни было снято видео, оно было показано в шоу «Cher… and Other Fantasies». Шер также спела песню на шоу The Mike Douglas Show наряду с другими треками с альбома: «Love & Pain» и «Happy Was the Day We Met».
Песня «Wasn’t It Good» была выбрана вторым синглом. Песня была официально выпущена в США, но в других странах, в том числе Канада и Великобритания, песня была выпущена лишь как промосингл. Песня вошла в Billboard Hot 100, но имела достаточно скромный успех, достигая пик-позиции № 49. В отличие от предыдущего сингла «Take Me Home», достигшего 2-й строчки в Hot Dance Club Play, «Wasn’t It Good» не была выпущена как сингл в клубах. Ремиксы для песни действительно существуют, некоторые были изданы на 12-дюймовом сингле, один из них может быть найден на различных компиляциях 90-х.
Третьим синглом стала «It’s Too Late (to Love Me Now)» — кавер-версия песни Чарли МакКлейн. Песня была издана на 7- и 12-дюймовом формате и до сих пор остаётся единственным синглом Шер для кантри-радио. Однако, «It’s Too Late (to Love Me Now)» имела слабый успех в чарте Hot Country Singles, где песня попала на 87-е место. Сингл стал одним из последних её релизов в десятилетии и на лейбле Casablanca Records.
Несмотря на то, что и «Wasn’t It Good», и «It’s Too Late (To Love Me Now)» были выпущены как официальные синглы с альбома, для них не были сняты музыкальные видео. Вместо этого были выпущены клипы на «Take Me Home» и «Love & Pain», которые были представлены на успешном шоу «Cher… and Other Fantasies».

## Тур
В рамках промокампании альбома Шер поехала в турне «Take Me Home Tour». Первое шоу тура состоялось 9 июля 1979-го в Лас Вегасе, оно было спродюсировано Джо Лейтоном, ранее работавшим с Бетт Мидлер и Дайаной Росс. Это был её первый мировой тур как сольного артиста. В рамках турне она посетила Северную Америку, Европу и Австралию. Концерт был снят 10 мая 1980-го в Монте Карло и позже в 1981-м в Лас Вегасе для ТВ-трансляции.
В команде Шер были три бэк-вокалиста, шесть танцоров, два трансвестита в образах Бетт Мидлер и Дайаны Росс. Использовался механический бык и двенадцать различных костюмов. Сама Шер описала концерт как «смесь Sonny & Cher, кабаре, дискотеки и рок-н-ролла». Концерты включали различные элементы её собственных шоу The Cher Show, Cher… Special и Cher… and others Fantasies. Во время переодевания Шер, на сцене выступали трансвеститы Kenny Sacha (как Бетт Мидлер) и J.C. Gaynor (как Дайана Росс) с песнями «In the Mood» и «I’m Coming Out», соответственно. В конце номера к ним выходила Шер и они вместе пели «Friends».

## Список композиций
| №  | Название                   | Автор(ы)               | Длительность |
| -- | -------------------------- | ---------------------- | ------------ |
| 1. | «Take Me Home»             | Мишель Аллер, Боб Эсти | 6:45         |
| 2. | «Wasn’t It Good»           | Аллер, Эсти            | 4:20         |
| 3. | «Say the Word»             | Аллер, Эсти            | 4:59         |
| 4. | «Happy Was the Day We Met» | Пеппи Кастро           | 4:00         |

| №  | Название                         | Автор(ы)                               | Длительность |
| -- | -------------------------------- | -------------------------------------- | ------------ |
| 1. | «Git Down (Guitar Groupie)»      | Аллер, Эсти                            | 3:44         |
| 2. | «Love & Pain (Pain in My Heart)» | Ричард Т. Бэар                         | 3:25         |
| 3. | «Let This Be a Lesson to You»    | Том Сноу                               | 3:17         |
| 4. | «It’s Too Late (to Love Me Now)» | Рори Бурк, Джин Доббинс, Джонни Уилсон | 3:39         |
| 5. | «My Song (Too Far Gone)»         | Шер, Бретт Хадсон, Марк Хадсон         | 3:54         |

## Над альбомом работали
- Шер — вокал, автор
- Боб Эсти — музыкальный продюсер, автор
- Рон Данте[англ.] — музыкальный продюсер
- Джон Хейни[англ.] — запись и микширование
- Ларри Эмерин — инженер
- Ричард Боулс — инженер
- Джей Грейдон[англ.] — гитара
- Джин Симмонс — бэк-вокал на «Git Down (Guitar Groupie)»
- Дженис Солид — координатор проекта
- Барри Левин — фото

## Чарты
| Чарт (1974)                 | Высшая позиция |
| --------------------------- | -------------- |
| Canadian Albums Chart       | 24             |
| United States Billboard 200 | 25             |
| Billboard Black Albums      | 32             |
| Norway                      | 42             |